# Scleria neesii
Scleria neesii är en halvgräsart som beskrevs av Carl Sigismund Kunth. Scleria neesii ingår i släktet Scleria och familjen halvgräs. Inga underarter finns listade i Catalogue of Life.